# Ester Ben Abraham Agib
Ester Ben Abraham Agib (Gustafva Magdalena Carolina Elisabeth Olander Agib), född 1762 i Tripoli, död 1829, var en tidig judisk invandrare som konverterade till kristendomen och döptes i Stockholm 1781.
Hon träffade Johan Gabriel Burgman 1771. J.G Burgman jobbade som svensk konsul i Tripoli. Hon följde med Burgman tillbaka till Sverige. I Stockholm blir hon döpt och sedan gifter hon sig med Olander som jobbade som betjänt på slottet. Därefter flyttar paret till Jönköping.
Ester träffade Burgman som nioåring och jobbade troligen för honom. År 1778 åkte Burgman tillbaka till Sverige och tog med sig Ester som sextonåring. Samma år 4 augusti dog J.G Burgman och då blev Ester troligen omhändertagen av Burgmans fru Agneta Charlotta Schneider. År 1781 27/6 var Ester nitton år och blir döpt av ärkebiskopen Uno Von Troil. Esters faddrar bestod av Kung Gustav III, Drottning Sofia Magdalena och hertig Carl av Södermanland och hans gemål. Esters nya namn blev Gustafva Magdalena Carolina Elisabeth, ett namn från varje gudförälder. 
År 1784 gifter sig Gustafva med en Olander som jobbar som betjänt på slottet. Paret hamnar i Jönköping där Gustafva dog 1829..